# Gare de Kongsvoll
La gare de Kongsvoll est une gare ferroviaire norvégienne de la ligne de Dovre, située sur la commune d'Oppdal. Mise en service en 1921, c'est une gare de la Norges Statsbaner (NSB). La gare est à proximité du hameau de Kongsvoll dans la vallée de la Driva.

## Situation ferroviaire
Établie à 886,5 mètres d'altitude, la gare se situe entre les gares de Hjerkinn et Oppdal, à 393,23 km d'Oslo et à 159,64 km de Trondheim.

## Histoire
La gare fut construite d'après les plans de l'architecte Erik Glosimodt entre 1917–1921 et ouvrit lorsque le tronçon Dombås – Trondheim fut achevé. 
En 1924, la botaniste norvégienne Thekla Resvoll créa un jardin botanique près de la gare. 
La gare, le bâtiment de marchandises et les infrastructures sont classés au patrimoine national en 1997

## Service des voyageurs

### Accueil
La gare, sans personnel, possède une salle d'attente dans l'ancienne hall de marchandise, mais n'a ni guichet, ni automate.

### Desserte
La gare est desservie par la ligne régionale 21, reliant Oslo à Trondheim.

### Intermodalités
Les personnes désirant se rendre à Kongsvoll fjeldstue peuvent bénéficier d'un transport en voiture. Il y a également un arrêt de bus à proximité desservi par le Fjordekspressen reliant Trondheim à Bergen.